# Tiêu Khắc
Tiêu Khắc (bính âm: Xiāo Kè; tiếng Trung: 蕭克; sinh ngày 14 tháng 7 năm 1907 - mất ngày 24 tháng 10 năm 2008), là Thượng tướng Quân Giải phóng Nhân dân Trung Quốc.

## Tiểu sử
Tiêu Khắc sinh ra ở tỉnh Hồ Nam Trung Quốc. Năm 1927, gia nhập đảng cộng sản Trung Quốc.
Tháng 4 năm 1949, Khắc thăng chức trở thành tham mưu trưởng Phương diện quân 4, dẫn dắt cấp quân này tham gia trận Quảng Đông, Quảng Tây và các nơi khác.
Ngày 27 tháng 9 năm 1955, ông được thăng chức Thượng tướng của quân đội Trung Quốc, là một trong 57 quân nhân đầu tiên được phong cấp Thượng tướng.
Trong sự kiện Thiên An Môn, ông đã cùng với một nhóm cựu binh của PLA đồng ý ký vào một bức thư phản đối họ Đặng dùng quân đội đàn áp người biểu tình. Một đoạn được trích ra trong bức thư được công bố rộng rãi:
Do những tình huống cấp bách, chúng tôi những cựu binh, xin gửi yêu cầu sau: Vì Quân đội nhân dân là của nhân dân, không được chống lại người dân, bớt giết nhân dân, không được phép bắn vào người dân và gây ra đổ máu; để ngăn chặn tình hình leo thang, quân đội không được vào Thành phố.— Trương Ái Bình, Tiêu Khắc, Dương Đắc Chí, Tống Thế Luân, Diệp Phi, Trần Tái Đạo, Lý Tụ Khuê, Ngày 21 tháng 5 năm 1989, kính gửi bức thư đến Quân ủy Trung ương và Trụ sở Bộ Tư lệnh Thiết quân luật Thủ đô